# Уравнение Янга — Бакстера
Уравнение Янга — Бакстера (уравнение факторизации, уравнение треугольников) — уравнение, относящееся к классу точно решаемых задач. Имеет вид локальных преобразований эквивалентности, которые появляются в самых разнообразных случаях, таких как электрические цепи, теория узлов и теория кос, спиновые системы. Получило своё имя от независимых работ Ч. Н. Янга 1968 г. и Р. Д. Бакстера 1971 г. по статистической механике.

## Зависимое от параметров уравнение Янга — Бакстера
Обозначим через {\displaystyle A} ассоциативную алгебру с единицей. Зависимое от параметра уравнение Янга — Бакстера — уравнение для {\displaystyle R(u)}, зависимого от параметра обратимого элемента тензорного произведения алгебр {\displaystyle A\otimes A} (здесь {\displaystyle u} — параметр, который обычно изменяется по всем вещественным числам в случае аддитивного параметра, или по всем положительным вещественным числам в случае мультипликативного параметра). В случае аддитивного параметра, уравнение Янга — Бакстера  является функциональным уравнением
{\displaystyle R_{12}(u)\ R_{13}(u+v)\ R_{23}(v)=R_{23}(v)\ R_{13}(u+v)\ R_{12}(u),}
на функцию {\displaystyle R}, в которую указанным образом подставлены две переменные {\displaystyle u} и {\displaystyle v}. При некоторых {\displaystyle u} {\displaystyle R(u)} может превратиться в одномерный проектор, это приводит к квантовому детерминанту. Для мультипликативного параметра уравнение Янга — Бакстера имеет вид
{\displaystyle R_{12}(u)\ R_{13}(uv)\ R_{23}(v)=R_{23}(v)\ R_{13}(uv)\ R_{12}(u),}
на функцию {\displaystyle R}, где {\displaystyle R_{12}(w)=\phi _{12}(R(w))}, {\displaystyle R_{13}(w)=\phi _{13}(R(w))}, и {\displaystyle R_{23}(w)=\phi _{23}(R(w))}, для всех величин параметра {\displaystyle w}, и {\displaystyle \phi _{12}:A\otimes A\to A\otimes A\otimes A}, {\displaystyle \phi _{13}:A\otimes A\to A\otimes A\otimes A}, и {\displaystyle \phi _{23}:A\otimes A\to A\otimes A\otimes A}, являются морфизмами алгебры, определёнными как
{\displaystyle \phi _{12}(a\otimes b)=a\otimes b\otimes 1,}
{\displaystyle \phi _{13}(a\otimes b)=a\otimes 1\otimes b,}
{\displaystyle \phi _{23}(a\otimes b)=1\otimes a\otimes b.}
В некоторых случаях детерминант[неоднозначно] {\displaystyle R(u)} может обнулиться при определённых величинах спектрального параметра {\displaystyle u=u_{0}}, и иногда {\displaystyle R(u)} даже превращается в одномерный проектор. В этом случае может быть определён квантовый детерминант.

## Независимое от параметра уравнение Янга — Бакстера
Обозначим через {\displaystyle A} ассоциативную алгебру с единицей. Независимое от параметра уравнение Янга — Бакстера — уравнение для {\displaystyle R}, обратимого элемента тензорного произведения алгебр {\displaystyle A\otimes A}. Уравнение Янга — Бакстера имеет вид
{\displaystyle R_{12}\ R_{13}\ R_{23}=R_{23}\ R_{13}\ R_{12},}
где {\displaystyle R_{12}=\phi _{12}(R)}, {\displaystyle R_{13}=\phi _{13}(R)}, и {\displaystyle R_{23}=\phi _{23}(R)}.
Пусть {\displaystyle V} — модуль над {\displaystyle A}. Пусть {\displaystyle T:V\otimes V\to V\otimes V} линейная карта, удовлетворяющая {\displaystyle T(x\otimes y)=y\otimes x} для всей {\displaystyle x,y\in V}. Тогда представление группы кос, {\displaystyle B_{n}}, может быть построено на {\displaystyle V^{\otimes n}} {\displaystyle \sigma _{i}=1^{\otimes i-1}\otimes {\check {R}}\otimes 1^{\otimes n-i-1}} для {\displaystyle i=1,\dots ,n-1}, где {\displaystyle {\check {R}}=T\circ R} на {\displaystyle V\otimes V}. Это представление может использоваться, чтобы определить квазиинварианты кос, узлов.